# 池森秀一
池森秀一（1969年12月20日—）北海道岩内郡岩内町出身的音樂家。血型為A型。

## 經歷
樂團DEEN的主唱，1993年以「好想就這樣奪走你」一曲正式出道。該作品也成為NTT DoCoMo Call機廣告歌曲，池森秀一平穩吟唱的敘事曲，獲得非常大的迴響。2001年以SHU的名義開始單獨活動。

## 人物
- 充滿透明感的歌聲，不僅吸引女性歌迷，也獲得不少男性歌迷的支持。
- 初中的時候在打棒球，現在最喜歡的體育是棒球。自己的詩集也刊登打棒球的照片。

## 參與錄音的作品
- TUBE「Soul Surfin' Crew」的「Dreams of Asia J.V」
- 織田哲郎「SONGS」的「好想就這樣奪走你」、「展開雙翼」，展開雙翼由ZARD坂井泉水親自填詞